# Omegasom
Ein Omegasom ist ein Zellkompartiment von Zellen, das bei Mangel an Nährstoffen und der begleitenden Autophagie gebildet wird.

## Eigenschaften
Omegasomen bestehen zu einem erhöhten Anteil aus Phosphatidylinositol-3-phosphat und entstehen aus der Membran des endoplasmatischen Retikulums. An der Bildung von Omegasomen sind die Proteine Atg18 und Vmp1 beteiligt. Die Bezeichnung 'Omegasom' leitet sich von der Omega-ähnlichen (Ω) Form ab. Aus Omegasomen können Autophagosomen entstehen. Bei einer Infektion mit Coronaviren werden vermehrt Omegasomen gebildet. Die Mitophagie erfolgt unter anderem über die Bildung von Omegasomen.